# Jamie Murphy
Jamie Murphy (ur. 28 sierpnia 1989 w Glasgow) – szkocki piłkarz występujący na pozycji środkowego lub bocznego napastnika.
Karierę piłkarską rozpoczął w klubie Motherwell FC, w którym występował od 2006 roku do stycznia 2013 roku, grając głównie na pozycji środkowego napastnika. W Motherwell FC zagrał łącznie 176 meczów zdobywając łącznie 34 bramki. 3 stycznia 2013 roku podpisał kontrakt z Sheffield United.
Był cztery razy powoływany do szkockiej reprezentacji U-19 oraz rozegrał 13 meczów w reprezentacji U-21 zdobywając 5 bramek